# Sandbyvallen
Sandbyvallen är en idrottsplats som ligger i Södra Sandby i Lunds kommun. Sandbyvallen används idag av Södra Sandby IF.

## Historia
Sandbyvallens läktare byggdes troligen på 1940-talet och stod först i Arlöv. Under 1990-talet monterades läktaren ner för att flyttas till Södra Sandby, där den invigdes 1996.
I slutet av 2014 brann den ner och den nya läktaren invigdes april 2016.